# Malowana zasłona
Malowana zasłona (The Painted Veil) – amerykański melodramat z 1934 roku, wyreżyserowany przez Ryszarda Bolesławskiego, z Gretą Garbo, Herbertem Marshallem i George'em Brentem w rolach głównych.

## Obsada
- Greta Garbo – Katherine Koerber Fane
- Herbert Marshall – doktor Walter Fane
- George Brent – Jack Townsend
- Warner Oland – generał Yu
- Jean Hersholt – profesor Koerber
- Beulah Bondi – Frau Koerber
- Katherine Alexander – pani Townsend
- Cecilia Parker – Olga
- Forrester Harvey – Waddington